# Beloniscellus narmadeus
Beloniscellus narmadeus is een hooiwagen uit de familie Beloniscidae. De wetenschappelijke naam van Beloniscellus narmadeus gaat terug op Roewer.